# Tom Clancy’s Ghost Recon
Tom Clancy’s Ghost Recon ist eine Computerspielserie, die anfänglich vom Entwickler Red Storm Entertainment entwickelt und von Ubisoft für verschiedene Systeme veröffentlicht wurde.

## Allgemein
Das Spiel ist ein Taktik-Shooter, das sich vom Spieldesign nah an die Realität anlehnt. So kann zum Beispiel der Spielcharakter schon nach einem Treffer sterben. Hier werden auch die Wurzeln des Spiels ersichtlich, die bei der Rainbow-Six-Reihe liegen, welche ebenso von Red Storm Entertainment stammt.
Die Spieleserie beschäftigt sich mit den „Ghosts“, einer fiktiven Spezialeinheit der United States Army und erstreckt sich mittlerweile über 8 Spiele, wovon vier Teile Add-ons darstellen.
In der Serie untersteht der Spieler dem United States Army Special Forces Command (Airborne) und gehört der 5th Special Forces Group, 1. Battalion, D. Kompanie an.

### Spiele der Reihe
| Spiel                            | GameRankings | Metacritic |
| -------------------------------- | ------------ | ---------- |
| Ghost Recon (PC)                 | 82 %         | 80/100     |
| Ghost Recon 2 (Xbox)             | 83 %         | 80/100     |
| Advanced Warfighter (Xbox 360)   | 91 %         | 90/100     |
| Advanced Warfighter 2 (Xbox 360) | 87 %         | 86/100     |
| Future Soldier (Xbox 360)        |              | 79/100     |
| Wildlands (Xbox One)             |              | 76/100     |
| Breakpoint (Xbox One)            |              | 62/100     |

- Tom Clancy’s Ghost Recon (Windows, 2001; PlayStation 2/Xbox, 2002; GameCube, 2003)
  - Tom Clancy’s Ghost Recon: Desert Siege (Add-on; Windows, 2002)
  - Tom Clancy’s Ghost Recon: Island Thunder (Add-on; Windows, 2002; Xbox, 2003)
  - Tom Clancy’s Ghost Recon: Jungle Storm (PlayStation 2/N-Gage, 2004)
- Tom Clancy’s Ghost Recon 2 (PlayStation 2/Xbox, 2004; Gamecube, 2005)
  - Tom Clancy’s Ghost Recon 2: Summit Strike (Xbox, 2005)
- Tom Clancy’s Ghost Recon: Advanced Warfighter (Windows/PlayStation 2/Xbox/Xbox 360, 2006)
- Tom Clancy’s Ghost Recon: Advanced Warfighter 2 (Windows/Xbox 360, 2007; PlayStation 3/PSP, 2007)
- Tom Clancy’s Ghost Recon: Predator (PSP, 2010)
- Tom Clancy’s Ghost Recon: Shadow Wars (3DS, 2011)
- Tom Clancy’s Ghost Recon: Future Soldier (Windows/Xbox 360/PlayStation 3/Wii/, 2012)
- Tom Clancy’s Ghost Recon Online (Windows, 2012) (seit 2014 Tom Clancy’s Ghost Recon Phantoms)
- Tom Clancy’s Ghost Recon Wildlands (Windows, PlayStation 4, Xbox One 2017)
- Tom Clancy’s Ghost Recon Breakpoint (Windows, PlayStation 4, Xbox One, 2019)

## Tom Clancy’s Ghost Recon
Tom Clancy’s Ghost Recon ist das erste Spiel der Ghost-Recon-Reihe, das für Windows, Mac OS, die Xbox, die PlayStation 2 und den GameCube Ende 2001 erschienen ist. Entwickelt wurde das Spiel von Red Storm Entertainment. Enthalten sind viele Elemente aus der älteren und vergleichbaren Rainbow-Six-Reihe, dennoch galt Tom Clancy’s Ghost Recon von Anfang an nicht als Nachfolger, sondern als ein ganz neues Spiel. So wurde zum Beispiel mehr Wert auf Action gelegt, was schon an der fehlenden Einsatzplanung vor einer Mission zu erkennen ist, wie sie bei Rainbow-Six-Reihe in den meisten Spielen üblich ist.

## Ghost Recon 2
Erschienen 2004 für die Xbox, PS2 und Gamecube. Die Story zu Ghost Recon 2 unterscheiden sich zwischen Xbox und PS2. Eine Veröffentlichung von Ghost Recon 2 auf dem PC wurde nicht umgesetzt.

### Handlung
Während die Ghosts auf der Xbox in Nordkorea den fanatischen General Jung suchen, der nach dem Zusammenbruch der Regierung die Macht übernommen hat und droht, die Welt in einen nuklearen Konflikt zu stürzen, werden die Ghosts auf der PS2 hinter den Linien von Nordkorea zu Störung der Beweglichkeit und Funktionsfähigkeit des Militärs eingesetzt. Die Story auf der PS2 liegt nah an der von Splinter Cell: Chaos Theory. Im Jahr 2007 nach einem Raketenangriff auf die USS Clarence E. Walsh operieren die Ghosts hinter den feindlichen Linien und müssen im Laufe der Geschichte gegen das Atomwaffenprogramm der Nordkoreaner vorgehen.

### Add-on
2005 erschien Ghost Recon 2: Summit Strike als eigenständiges Add-on für die Xbox.
Im Jahr 2012 versinkt Kasachstan im Chaos. Bei einem Bombenattentat verübt von dem berüchtigten pakistanischen Warlord und Waffenhändler Aamir Rahil sterben der kasachische Präsident und sein Sicherheitsrat. Infolge des Chaos und mit Hilfe des korrupten Militärs festigt Rahil seine Macht. Die Ghosts werden entsandt, um den Angriff der UN-Bodentruppen zu unterstützen und Rahil gefangen zu nehmen. Mit Hilfe ihres kasachischen Kontaktmannes Grigory Koslov verfolgen die Ghosts Rahils Truppen vom Gebirge im Süden bis in die trockene Einöde der Steppenlandschaft.

## Ghost Recon: Advanced Warfighter
Ghost Recon: Advanced Warfighter, kurz GRAW oder G.R.A.W., ist ein Videospiel von Ubisoft aus dem Jahr 2006, welches in Deutschland für Windows am 3. Mai 2006, für die Xbox 360 und Xbox am 10. März 2006 und für die PlayStation 2 am 31. März 2006 erschienen ist. Für die PlayStation Portable erschien auch eine Version. Zudem unterstützt G.R.A.W. als eines der ersten Spiele den neuen PhysX-Prozessor (PPU) von Ageia.

### Handlung
Im Jahr 2013 starten mexikanische Guerilleros einen Putsch gegen die amtierende Regierung in Mexiko. Zur Abwehr setzt die U.S. Army das Integrated Warfighter-System ein, mit dem auch die Ghosts ausgerüstet werden, um die Situation zu entschärfen. Das IWS vereint fortschrittliche Waffensysteme, neueste Satellitenkommunikation und erhöhte die Überlebensfähigkeit. Während dieses Aufstands, bei dem unter anderem die amerikanische Botschaft in Mexiko-Stadt zerstört wird, wird nun die Einheit in das Krisengebiet geschickt, um den mexikanischen und amerikanischen Präsidenten zu befreien und ein geheimes Kommunikationsgerät, welches in Rebellenhände gefallen ist, zurückzugewinnen.

## Ghost Recon: Advanced Warfighter 2
Am 8. März 2007 erschien Ghost Recon: Advanced Warfighter 2, kurz GRAW 2 oder G.R.A.W. 2 zunächst für die Xbox 360. Dieses Spiel ist für PlayStation 3, PSP und Windows vermerkt. Außerdem sollen die physikalischen Elemente wie Explosionsdruckwellen, das Waffenarsenal, die Grafik, die Einzelspielerstory und die Onlineerfahrung für ein noch nie erlebtes Spielgefühl sorgen. Wie auch Advanced Warfighter wurde die Windows-Version vom schwedischen Entwickler GRIN unabhängig entwickelt, Xbox 360 und PlayStation 3 werden wieder von Ubisoft Paris und Red Storm programmiert. Eine Einzelspielerdemo für die Xbox 360 ist seit dem 31. Januar 2007 und die Mehrspielerdemo seit dem 26. Februar 2007 sowie für Windows seit dem 7. Juni 2007 auf der zugehörigen Homepage verfügbar. Als erstes Spiel der Reihe erhielt jede Fassung die Einstufung keine Jugendfreigabe von der USK.

### Handlung
Im Jahr 2013, nur einen Tag nach dem letzten Einsatz der Einheit, kehrt diese nach Mexiko zurück. Ein Bürgerkrieg zwischen mexikanischen Loyalisten und aufrührerischen Rebellen wird zu einer Bedrohung, die es abzuwehren gilt. Doch die Rebellen werden zunächst unterschätzt. Als klar wird, dass sie einige sowjetische Mittelstreckenraketen und ukrainische Atomsprengköpfe gestohlen haben und somit die ganzen USA bedrohen, beginnt ein nervenaufreibender Wettlauf gegen die Zeit.

## Romane zu den Spielen
- Tom Clancy’s Ghost Recon von David Michaels, 2010, Panini Verlag, ISBN 3-8332-2052-X
- Tom Clancy’s Ghost Recon: Kampfeinsatz von David Michaels, 2012, Panini Verlag, ISBN 3-8332-2445-2
- Tom Clancy’s Ghost Recon: Choke Point von Peter Telep, 2012, Berkley, englisch, ISBN 978-0-425-26475-1
- Tom Clancy's Ghost Recon Wildlands: Dark Waters von Richard Dansky, 2020, Titan Books, englisch, ISBN 978-1-789-09403-9

## Kurzfilm zu Ghost Recon Future Soldier
- Tom Clancy’s Ghost Recon Alpha von Ubisoft Motion Pictures, Mai 2012[13]